# وارنوو (نوردوست‌مکلنبورگ)
وارنوو (به آلمانی: Warnow) یک شهر در آلمان است که در نوردوست‌مکلنبورگ واقع شده‌است. وارنوو ۶۳۵ نفر جمعیت دارد.